# Palacio Presidencial (Finlandia)
El Palacio Presidencial en Helsinki es una de las residencias oficiales del presidente de Finlandia. Las otras residencias oficiales son Mäntyniemi y Kultaranta.
El edificio fue diseñado por el arquitecto Pehr Granstedt en 1814, y se terminó de construir en 1820. Cada año acoge a unos 2000 invitados en el día de la independencia. El estilo del edificio es de imperio y tiene unas cien habitaciones. Durante la Primera Guerra Mundial fue un hospital militar.
- Datos: Q608346
- Multimedia: Presidential Palace (Helsinki) / Q608346